# Faky
Faky (フェイキー, Feikī)  (estilizado como FAKY ) é um grupo de cinco garotas japonesas que estreou em 2013 sob a gravadora Rhythm Zone da Avex. O nome da banda foi criado combinando as duas palavras "fantastic" e "tokyo", e também significa Five Ass Kicking Youngsters . O nome da banda foi originalmente derivado da palavra "fake" para desafiar a si mesmo para trazer algo novo e real para a cena musical japonesa. Em dezembro de 2018, o grupo atualmente consiste em Lil 'Fang, Mikako, Akina, Taki e Hina. O grupo tende a ter inspiração musical de culturas fora do Japão, incorporando a cultura e a moda japonesa.
O nome e o conceito do grupo foram revelados pela primeira vez em um teaser em março de 2013, antes de os membros serem revelados oficialmente no dia 22 do mesmo mês. Seu primeiro videoclipe, "Better Without You", foi lançado em 29 de março de 2013. O primeiro álbum do grupo foi lançado pelo iTunes em 28 de maio de 2014.
Em outubro de 2015, o grupo voltou de ficar em hiato por mais de um ano. Durante esse tempo, Akina se juntou ao grupo enquanto Diane e Tina saíam. O grupo então lançou três singles e um EP no ano seguinte, intitulado Candy. Em 2016, Faky, a dupla musical FEMM e o cantor e compositor Yup'in formaram o supergrupo Famm'in e lançaram um EP auto-intitulado. O grupo estreou na gravadora com o EP Unwrapped em 14 de junho de 2017.
Em 16 de novembro de 2018, o membro Anna anunciou no Instagram que ela estaria saindo do grupo para seguir uma carreira de atriz. Ela se apresentou como um membro pela última vez na turnê do FAKY, fo (u) r, em 20 de dezembro Depois que Anna saiu oficialmente do grupo, Faky anunciou no Instagram que eles adicionaram dois novos membros, Taki e Hina, e continuarão como um grupo de cinco membros.

## Membros
| Nome                       | Data de nascimento      | Naturalidade                          | Função                                          | Status                         |
| -------------------------- | ----------------------- | ------------------------------------- | ----------------------------------------------- | ------------------------------ |
| Lil' Fang (リル・ファング) | 29 de novembro de 1993  | Tóquio, Japão                         | Vocalista principal                             | Membro atual (2013 – presente) |
| Mikako (ミカコ)            | 7 de junho de 1994      | Prefeitura de Fukuoka, Japão          | Vocalista                                       | Membro atual (2013 – presente) |
| Hina (ヒナ)                | 19 de fevereiro de 1997 | Prefeitura de Quioto, Japão           | Vocalista                                       | Membro atual (2019 – presente) |
| Akina (アキナ)             | 23 de novembro de 1999  | Califórnia, Estados Unidos da América | Vocalista Principal, Dançarino Principal e Face | Membro atual (2016 – presente) |
| Taki (タキ)                | 21 de abril de 2000     | Japão                                 | Vocalista, Dançarina Líder                      | Membro atual (2019 – presente) |

### Antigos
| Nome             | Data de nascimento     | Naturalidade                       | Função                                          | Status |
| ---------------- | ---------------------- | ---------------------------------- | ----------------------------------------------- | ------ |
| Diane (ダイアン) | 28 de janeiro de 1996  | Prefeitura de Okinawa, Japão       | Vocalista, Visual                               |        |
| Tina (ティナ)    | 18 de dezembro de 1996 | Atlanta, Estados Unidos da América | Vocalista                                       |        |
| Anna (アンナ)    | 11 de junho de 1992    | Nova Zelândia                      | Líder, Vocalista Principal, Dançarino Principal |        |

## Discografia

### EPs
| Título        | Lançamento                                                                             | Posição do gráfico de pico | Vendas | Notas |
| ------------- | -------------------------------------------------------------------------------------- | -------------------------- | ------ | ----- |
| Único         | - 2 de julho de 2014 - Rótulo: Rhythm Zone - Formatos: download digital                | -                          | -      |       |
| Doces         | - 11 de maio de 2016 - Rótulo: Rhythm Zone - Formatos: download digital, CD            | -                          | -      |       |
| Desembrulhado | - 14 de junho de 2017 - Rótulo: Rhythm Zone - Formatos: CD, CD + DVD, download digital | 75 (Uma semana)            | 800    |       |

### Álbuns ao vivo
| Título                      | Lançamento                                                                 | Posição do gráfico de pico | Vendas | Notas |
| --------------------------- | -------------------------------------------------------------------------- | -------------------------- | ------ | ----- |
| FAKY FIRST LIVE -Unwrapped- | - 19 de dezembro de 2018 - Rótulo: Rhythm Zone - Formato: download digital | -                          | -      |       |

### Singles
| Título                                  | Lançamento                                            | Posição do gráfico de pico | Vendas | Notas                                            |
| --------------------------------------- | ----------------------------------------------------- | -------------------------- | ------ | ------------------------------------------------ |
| "Better Without You - Remixes"          | - 13 de dezembro de 2013 - Formato: download digital  | -                          | -      |                                                  |
| "When You Wish Upon a Star"             | - 18 de dezembro de 2013 - Formato: download digital  | -                          | -      | Capa da música do Pinóquio de Disney             |
| "Better Without You"                    | - 15 de janeiro de 2014 - Formato: download digital   | -                          | -      |                                                  |
| "Girl Digger"                           | - 22 de janeiro de 2014 - Formato: download digital   | -                          | -      |                                                  |
| "The One"                               | - 29 de janeiro de 2014 - Formato: download digital   | -                          | -      |                                                  |
| "Afterglow"                             | - 21 de outubro de 2015 - Formato: download digital   | -                          | -      |                                                  |
| "You"                                   | - 21 de outubro de 2015 - Formato: download digital   | -                          | -      |                                                  |
| "Candy"                                 | - 21 de outubro de 2015 - Formato: download digital   | -                          | -      |                                                  |
| "Surrender"                             | - 1º de março de 2017 - Formato: download digital     | -                          | -      |                                                  |
| "Suga Sweet"                            | - 30 de agosto de 2017 - Formato: download digital    | -                          | -      |                                                  |
| "Chase Me"                              | - 25 de outubro de 2017 - Formato: download digital   | -                          | -      | Tema final de " Gundam Buildfighters Battlogue " |
| "Someday We'll Know (versão em inglês)" | - 15 de dezembro de 2017 - Formato: download digital  | -                          | -      |                                                  |
| "Candy (versão em inglês)"              | - 16 de fevereiro de 2018 - Formato: download digital | -                          | -      |                                                  |
| "Who We Are"                            | - 11 de abril de 2018 - Formato: download digital     | -                          | -      |                                                  |
| "Four"                                  | - 11 de julho de 2018 - Formato: CD, download digital | -                          | -      | Tema final do anime " Black Clover "             |
| "Bad Things (versão em inglês)"         | - 29 de agosto de 2018 - Formato: download digital    | -                          | -      |                                                  |
| "Last Petal"                            | - 11 de novembro de 2018 - Formato: download digital  | -                          | -      |                                                  |

### Colaborações
| Título                                  | Membro      | Outro Artista (s) | Álbum                | Data de lançamento    |
| --------------------------------------- | ----------- | --- | -------------------- | --------------------- |
| "wimp ft. Lil 'Fang (do Faky) "         | Lil 'Fang   | BACK-ON | recarregar           | 1º de outubro de 2014 |
| "No Boyfriend No Problem"               | Faky        | FEMM, Sak Noel, Kuba e Neitan e Mayra Verónica \| style="background: #ececec; color: grey; vertical-align: middle; text-align: center; " class="table-na"\|— | 27 de abril de 2016  |                       |
| "Circle"                                | Faky        | FEMM, Yup'in (como Famm'in) | 27 de abril de 2016  | Famm'in               |
| "Animus"                                | Faky        | style="background: #ececec; color: grey; vertical-align: middle; text-align: center; " class="table-na"\|—                                                   | 15 de março de 2017  |                       |
| "Shining feat. Anna & Akina (do Faky) " | Anna, Akina | style="background: #ececec; color: grey; vertical-align: middle; text-align: center; " class="table-na"\|—                                                   | 26 de abril de 2017  |                       |
| "Japanicano (feat. Faky) "              | Faky        | CRAZYBOY | NEOTOKYO PARA SEMPRE | 4 de julho de 2018    |

### Outras aparições
| Título                        | Álbum                                                                                                 | Data de lançamento     | Nota                           |
| ----------------------------- | --- | ---------------------- | ------------------------------ |
| "Feelin' Good -It's Paradise" | Anos 90 e novo renascimento                                                                           | 15 de agosto de 2018   | Capa da música de 1997 Da Pump |
| "Girls Be Ambitious"          | Girls Mode 4 modo de exibição 4 ス タ ー ☆ ☆ タ イ イ ス ス ス ト ト ボ ー カ ル コ コ レ ク シ ョ ン | 20 de dezembro de 2017 | Anna de Faky                   |

## Vídeoclipes

### Como artista principal
| Título                          | Ano  | Notas |
| ------------------------------- | ---- | ----- |
| "Better Without You"            | 2013 |       |
| "Girl Digger"                   | 2013 |       |
| "Afterglow"                     | 2015 |       |
| "You"                           | 2016 |       |
| "Candy"                         | 2016 |       |
| "Surrender"                     | 2017 |       |
| "Someday We'll Know"            | 2017 |       |
| "Suga Sweet"                    | 2017 |       |
| "Who We Are"                    | 2018 |       |
| "Bad Things (versão em inglês)" | 2018 |       |

### Como parte do Famm'in
| Título                            | Ano  | Notas |
| --------------------------------- | ---- | ----- |
| "circle"                          | 2016 |       |
| "circle (Radical Hardcore Remix)" | 2016 |       |
| "animus"                          | 2017 |       |

### Como artista convidado
| Título | Ano  | Membros)  | Outro artista (s) | Notas                     |
| ------ | ---- | --------- | ----------------- | ------------------------- |
| "wimp" | 2014 | Lil 'Fang | BACK-ON           |                           |
| "Katy" | 2015 | Anna      | Elliott Yamin     |                           |
| "Luxo" | 2016 | Lil 'Fang | Yupin, Liz        | co-escrito e co-realizado |

## Filmografia

### Filmes
| Título | Ano  | Membros / Papéis | Notas                                    |
| ------ | ---- | ---------------- | ---------------------------------------- |
| eu     | 2016 | Mikako como Mary | Filme baseado no álbum Acid Black Cherry |

### Televisão
| Título               | Ano  | Membros / Papéis | Notas                |
| -------------------- | ---- | ---------------- | -------------------- |
| Hakata fica com fome | 2014 | Mikako como host | Programa TNC         |
| Você está bem?       | 2016 | Faky             | Drama web interativo |
| cores                | 2018 | Anna             | Drama original FOD   |

### Videogames
| Título                          | Ano  | Membros / Papéis                                      | Notas                                      |
| ------------------------------- | ---- | ----------------------------------------------------- | ------------------------------------------ |
| Modo Girls 4: Estilista Estelar | 2017 | Anna como cisne negro                                 | Videogame Nintendo 3DS                     |
| Estilo Savvy: Styling Star      | 2017 | Anna como Angélique Noir Akina como Yolanda Artemisia | Versão ocidental do videogame Nintendo 3DS |